# Alceister Crowley
Alceister Crowley est une série de bande dessinée créée en 1980 par Antonio Cossu, dans le no 2200 du journal Spirou.

## Historique
Après une première histoire courte de 3 planches, intitulée Qui a tué Purpurea ?, les scénarios sont écrits par Louis Savary.

## Publication

### Albums
- Alceister Crowley (Dupuis, coll. « Carte Blanche », 1985)
- Les Gorilles de l’apocalypse (Alpen Publishers, 1990)

### Revues
Dans Le Journal de Spirou
- Qui a tué Purpurea ? (no 2200)
- La Longue Marche du nombrilus (nos 2262–2265)
- La Maison des baby-dolls (no 2297)

Dans Spirou-festival
- Le Dernier Secret d’Arthur O’Ui, 15 juin 1981